# Braunstone Town
Braunstone Town est une paroisse civile du Leicestershire, en Angleterre.